# Falklandoglenes
Falklandoglenes spinosa es una especie de araña araneomorfa de la familia Linyphiidae. Es el único miembro del género monotípico Falklandoglenes.

## Distribución
Es un endemismo de las Islas Malvinas. 